# 巴拉哈利
巴拉哈利（英語：Barajally）是西非國家甘比亞中部的小鎮，位於中河區的尼亞尼縣。根據2008年所做的人口調查數據顯示，居住於巴拉哈利的總人口數量為878人。